# Altiphylax baturensis
Altiphylax baturensis là một loài thằn lằn trong họ Gekkonidae. Loài này được Khan & Baig miêu tả khoa học đầu tiên năm 1992.